# Elytropappus rhinocerotis
Espèce
Elytropappus rhinocerotis (appelée localement Renosterbos) est une espèce de plantes à fleurs, de la famille des Asteraceae, endémique d'Afrique du Sud. C'est la composante principale de la végétation du Renosterveld, à qui la plante a donné son nom.

## Distribution
Quoique la végétation typique du Renosterveld soit confinée à la province du Cap occidental en Afrique du Sud, le Renosterbos est largement répandu dans toute la région floristique du Cap et, au-delà, jusqu'à Molteno, dans la province du Cap oriental et, au nord, jusqu'en Namibie. Le Renosterbos est relativement commun dans ces endroits, à la différence des autres plantes qui lui sont associées dans le cas de la végétation du Renosterveld.
Le bétail ne l'appréciant pas, Elytropappus rhinocerotis s'est répandu dans les zones de pâturage intense et croît au détriment des autres plantes, plus aisément consommées par les animaux paisseurs.

## Usages

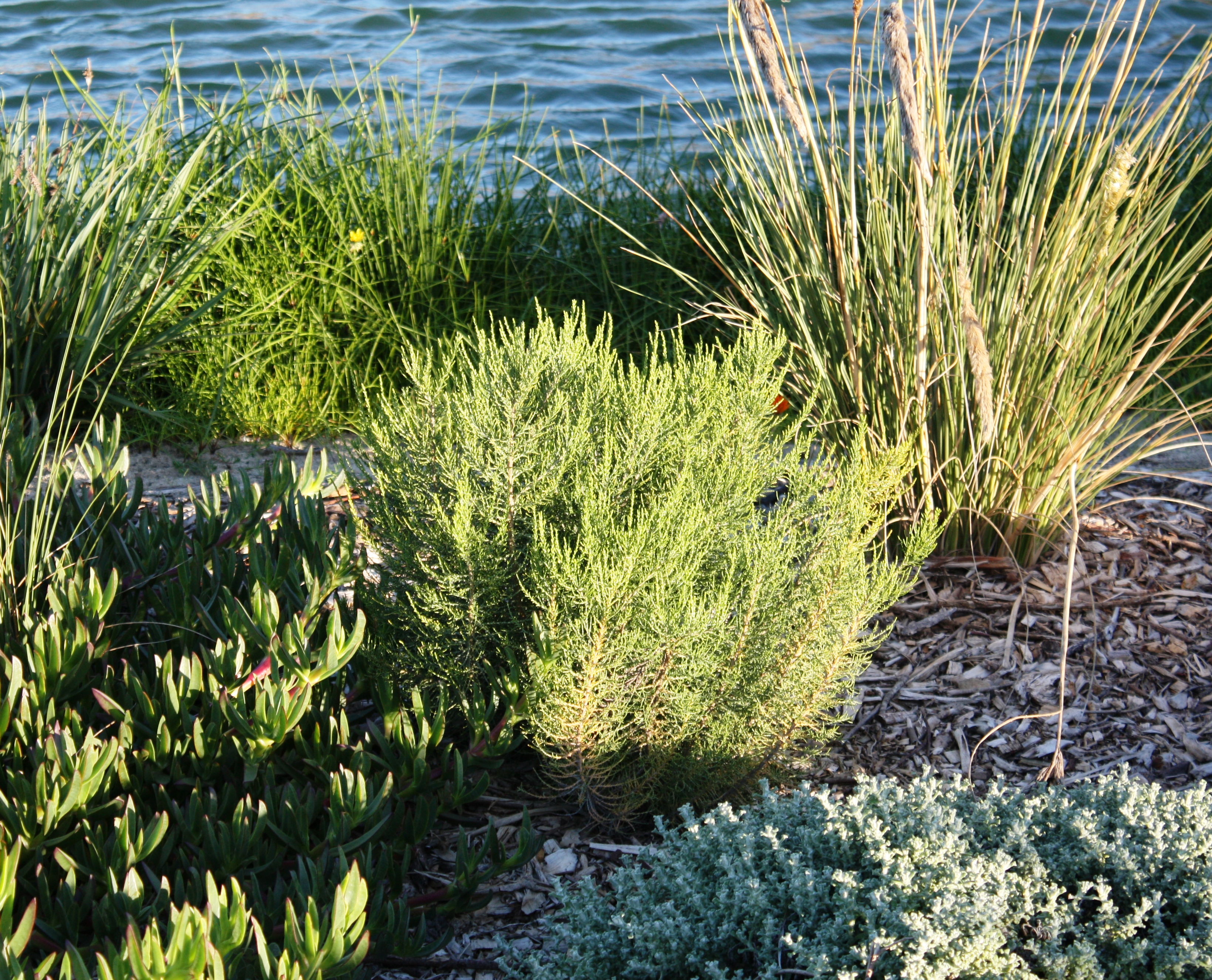
Renosterbos juvénile dans un jardin du Cap.

Elytropappus rhinocerotis est utilisé comme plante médicinale en médecine traditionnelle africaine. Les extrémités jeunes et tendres des branches sont utilisées pour soigner les indigestions et les ulcères de l'estomac. Les feuilles sont mélangées à du vin ou de l'eau-de-vie pour composer des potions.

### Culture
Elytropappus rhinocerotis, plante indigène, est utilisé comme plante ornementale dans les jardins sauvages et les jardins xérophiles. Il est aussi planté dans le milieu naturel et dans le cadre des programmes écologiques de restauration des habitats naturels.
Dans les jardins, c'est un cultivar présentant une couleur blanche qui est habituellement utilisé plutôt que l'espèce sauvage.